# Кэррадайн, Эвер
Э́вер Дон Кэ́ррадайн-Бра́ун (англ. Ever Dawn Carradine-Brown; род. 6 августа 1974, Лос-Анджелес, Калифорния, США) — американская актриса.

## Биография
Эвер Дон Кэррадайн родилась 6 августа 1974 года в Лос-Анджелесе (штат Калифорния, США) в семье актёра Роберта Кэррадайна (род. 1954) и его ныне бывшей фактической супруги Сьюзан Снайдер. У Кэррадайн есть младшие сводные сестра и брат по отцовской линии от его брака с Эди Мэни, на которой он женат с 1990 года — Мариса Рид Кэррадайн (род. 1990) и Иэн Александр Кэррадайн (род. 1992).
Эвер дебютировала в кино в 1996 году, сыграв роль девушки в типографии в фильме «Фосфоресцирующий свет». В настоящее время Кэррадайн сыграла более 50-ти ролей в фильмах и телесериалах. Она также является певицей.
С 1 октября 2005 года Эвер замужем за Коби Брауном. У супругов есть двое детей — дочь Чаплин Хэддоу Браун (род. 09.08.2010) и сын Сэмюэль Хок Браун (род. 30.07.2015).

## Избранная фильмография
| Год  |   | Русское название | Оригинальное название | Роль          |
| ---- | - | ---------------- | --------------------- | ------------- |
| 2004 | с | Доктор Хаус      | House                 | Карен Хартиг  |
| 2016 | с | Бесстыжие        | Shameless             | Эрика Векслер |